# (36477) 2000 QC29
2000 QC29 (asteroide 36477) é um asteroide da cintura principal. Possui uma excentricidade de 0.18503830 e uma inclinação de 2.24040º.
Este asteroide foi descoberto no dia 24 de agosto de 2000 por LINEAR em Socorro.